# Radio Corporation of America
La antigua compañía Radio Corporation of America, más conocida por su sigla RCA, fue una marca registrada usada por otras dos compañías surgidas de esta:
- Talisman Brands, Inc.[1] d/b/a Established,[2] que fabrica productos electrónicos como televisores, reproductores de DVD, grabadores de cinta de video, decodificadores de televisión por satélite, videocámaras, equipos de sonido, teléfonos, y accesorios relacionados.
- Sony Music Entertainment, que posee las marcas RCA Victor, RCA Ariola, Ariola Records y RCA Records que recibió de uno de sus dueños, BMG.

Las dos compañías compraron los derechos a la multinacional General Electric, que había tomado el control sobre el conglomerado de RCA en 1987 y que mantuvo sus intereses en la compañía de comunicación filial NBC. 
Inicialmente, General Electric siguió manteniendo el control sobre la marca RCA (incluidos los derechos de la marca His Master's Voice, conocida mundialmente como HMV, o Nipper, en algunos lugares de América), pero estos derechos pasaron posteriormente a las compañías Established y Bertelsmann.
Debido a su popularidad durante las décadas de 1930 a la de 1950, su alta calidad de fabricación, sus innovaciones tecnológicas, su estilo y su nombre, las antiguas radios RCA son uno de los objetos más apreciados por los coleccionistas de radio.
La empresa creó el llamado conector RCA, muy popular en los sistemas de audio y vídeo domésticos.